# 야쓰하시
야쓰하시(일본어: 八ツ橋)는 교토를 대표하는 과자 중 하나이다. 센베이의 일종으로, 계피맛이 나는 것이 특징이다.
원래는 "가타야키센베"(딱딱하게 구운 센베)라고 불렀으며, 반죽을 구운 야쓰하시(八ツ橋, 또는 가타야키야쓰하시; 堅焼き八ツ橋), 반죽을 익혔으나 굽지 않은 나마야쓰하시(生八ツ橋), 여기에 팥소를 넣은 앙이리나마야쓰하시(餡入り生八ツ橋)로 종류가 나뉜다.
메이지 시대 교토역에서 판매된 것을 계기로 알려지며 인기를 끌게 되었다. 제2차 세계 대전 이후에는 나마야쓰하시가 고안되었고, 오늘날에는 이것이 구워서 만든 야쓰하시보다 인기를 얻게 되었다. 야쓰하시는 교토를 대표하는 관광 기념품이다. 한 통계 조사에 따르면, 교토에서 과자류를 선물로 구입하는 관광객은 96%에 이르는데, 이 중 야쓰하시의 매출은 전체의 45.6%(나마야쓰하시 24.5%, 야쓰하시 21.1%)를 차지한다. 간사이 지방에서는 교토 부 이외에도 역이나 휴게소의 매점에서 야쓰하시를 판매하고 있다.
또한, 교토에는 "교토 야쓰하시 상공업 조합"이 활동하고 있다.

## 기원 및 유래
에도 시대 중기에 해당하는 1689년(겐로쿠 2년), 쇼고인의 숲 쿠로타니 산도의 자야에서 제공되던 것이 그 시작이다.
야쓰하시의 이름 유래는 확실한 것이 없으나, 소쿄쿠의 시조, 야쓰하시 겐교를 그리워해 고토 모양을 본뜬 것이 유래라는 설, 《이세모노가타리》 아홉 단의 가키쓰바타의 무대 〈미카와쿠니야쓰하시〉가 유래한 것이라는 설이 있다.

## 특징

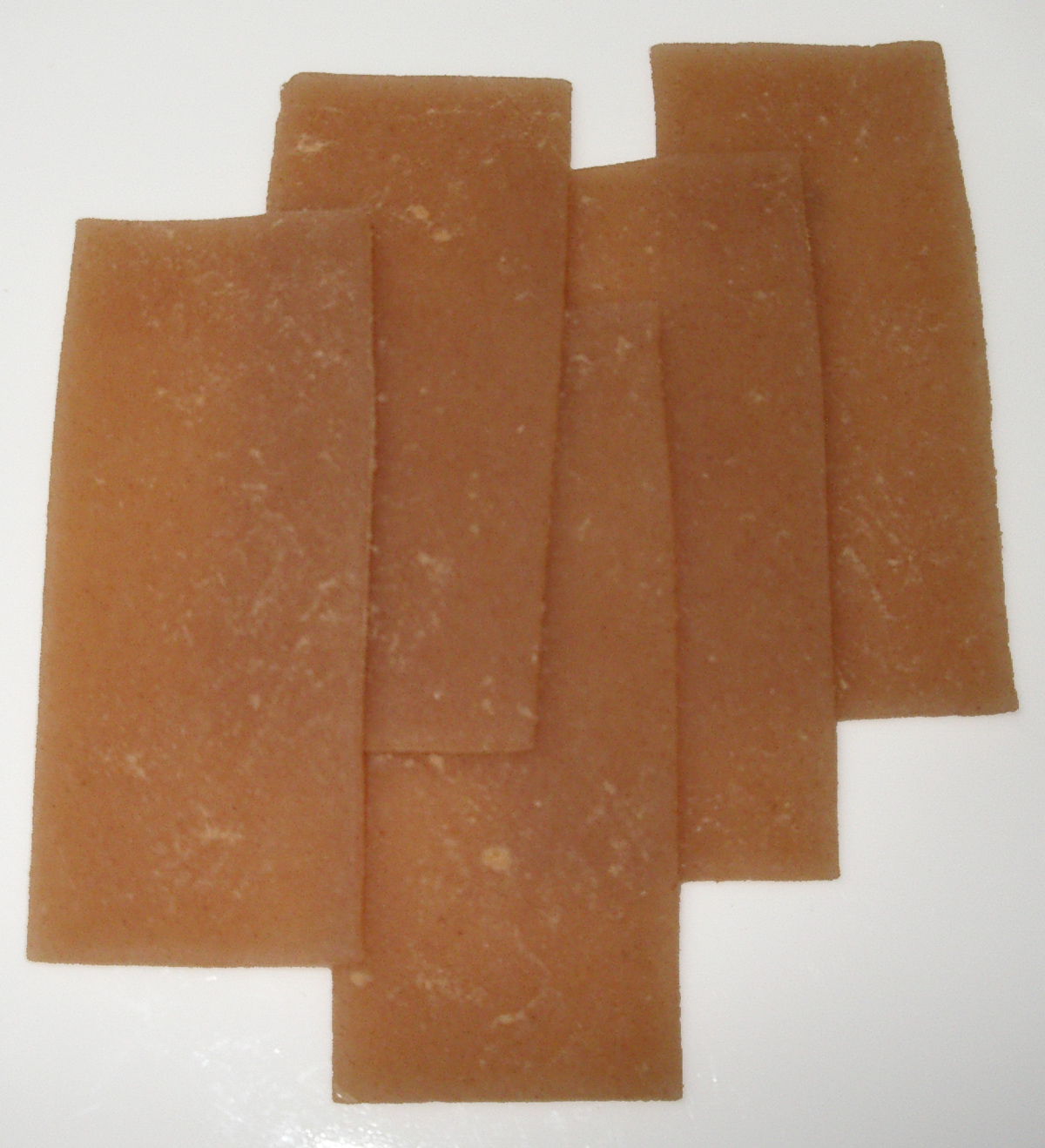
계피맛 나마야쓰하시

쌀가루, 설탕, 계피(육계, 시나몬)을 섞어 찐 뒤 얇게 편 반죽을 구운 가타야키센베의 일종으로, 고토의 형태를 본따서 장축 방향으로 볼록하게 된 활모양으로 굽은 직사각형 모양이다.
쪄낸 후 얇게 편 반죽을 굽지 않고 일정 크기로 꺼낸 나마야쓰하시는 1960년대에 등장하였다. 순수하게 반죽만 하는 것과 정사각형의 반죽을 삼각형이 되도록 반으로 접어 팥소를 싼 것도 있다. 특히, 후자는 제조업체마다 다양한 종류를 만든다. 일반적인 반죽 이외에도 녹차나 참깨를 섞은 것이 있으며, 소도 팥 이외에 과일이나 초콜릿을 사용하는 경우가 있다.
과거의 나마야쓰하시는 죽피로 포장하였으나, 오늘날에는 유통기한을 늘리기 위해 대부분 진공 포장으로 마무리한다. 진공 포장을 개봉하지 않으면 9일에서 11일 정도 두고 먹을 수 있다. 전통 제조법을 특징으로 삼는 업체의 상품은 품질 유지도 그대로이기 때문에 유통기한이 계절에 따라 이틀에 나흘 정도로 다른 제품과 비교할 때 매우 짧은 편이다.
녹차맛, 딸기맛, 초콜릿이 든 야쓰하시도 있으며, 많은 종류가 고안되고 있다.

## 참고 문헌
- Keiko, Nakayama (2006). 《Jiten wagashi no sekai》. Tōkyō: Iwanami Shoten. ISBN 4-00-080307-7.